# Criptocalcita
La criptocalcita és un mineral de la classe dels sulfats. Rep el nom del grec κρυπτóς, ocult, i χαλκóς, coure. El nom es va seleccionar perquè l'espècie es va trobar en associació amb altres oxisulfats de coure verds visualment similars, per tant el nom de criptocalcita significa "ocult entre altres minerals de coure".

## Característiques
La criptocalcita és un sulfat de fórmula química K₂Cu₅O(SO₄)₅. Va ser aprovada com a espècie vàlida per l'Associació Mineralògica Internacional l'any 2015, sent publicada per primera vegada el 2018. Cristal·litza en el sistema triclínic. Visualment és indistingible de la cesiodimita.
L'exemplar que va servir per a determinar l'espècie, el que es coneix com a material tipus, es troba conservat * a les col·leccions del Museu Mineralògic Fersmann, de l'Acadèmia de Ciències de Rússia, a Moscú (Rússia), amb el número de registre: 4675/1.

## Formació i jaciments
Es troba en forma de cristalls o grans tabulars o prismàtics de fins a 0,3 mm. Va ser descoberta a la fumarola Arsenàtnaia, situada al segon con d'escòria de l'Avanç nord de la Gran erupció fissural del volcà Tolbàtxik, al krai de Kamtxatka (Rússia). També ha estat descrita al Vesuvi, a Itàlia, sent aquests dos indrets els únics a tot el planeta on ha estat descrita aquesta espècie mineral.